# Вартанов Степан Сергійович
Степан Сергійович Вартанов (нар. 26 серпня, 1964) — російський радянський та російський письменник-фантаст вірменського походження.

## Біографія
Степан Вартанов народився 26 серпня 1964 року в Москві. У 1987 році закінчив хімічний факультет МДУ. З 1994 року живе в Канаді у місті Галіфакс.

## Творчість
Дебютним твором Вартанова є оповідання «Місто Трора», написане в жанрі фентезі в 1988 році. На творчість Вартанова вплинули як метри зарубіжної фантастики (Гаррі Гаррісон, Роберт Шеклі), так і радянські письменники-фантасти, такі як Ольга Ларіонова і Север Гансовський.

### Визнання
У 2013 році письменник отримав премію «Сузір'я Малої Ведмедиці» (Сузір'я Аю-Даг) за оповідання «Маятник». У тому ж році це ж оповідання було визнане журналом Світ фантастики найкращим оповіданням дитячо-юнацької фантастики.

#### Цикл «Зелена долина»
- Місто Трора (1988)
- Коротка дорога (1994)
- Літо (2001)

#### Цикл «Шлях в тисячі лі»
- Екологічний аспект (1989)
- Диспетчер (1989)
- Квартирант (1990)
- Кицьки-мишки (1990) — комікс
- Полювання на дракона (1991)
- Відповідна зброя (1992)
- Вірус контакту (2001)
- Два стрибки через прірву (2001)
- Вечірка без обмежень (2001)
- Першопрохідці (2001)
- Шлях у тисячу лі (2001)
- Дружній візит (2001)
- Кур'єр (2001)
- Операція «Телепат» (2001)
- Мурашник (2001)
- Ей-Ай (2002)
- П'ятий кут (2002)

#### Цикл «Світ Кристала»
- Смерть в позику (1998) роман в який входять повісті Кристал, Провідник і Сон.
- Тисяча ударів меча (2000)
- Королева (2000)
- Легенда (2000)
- Демони Червоної троянди (2013)

#### Позациклові твори
- Ті, що досягли зірок (1989)
- Біла дорога (1990)
- Маятник (2012)
- 12.12 (2012)
- Гра (2012)
- Діти свині (2013)
- Від усієї душі (2013)
- Випадок в квадраті 20-80 (2014)

#### Поезія
- Марш гоббітів (2001)

#### Кіносценарії
- Deeply Ipmacted (Стукнуті) (2001)

#### Есе
- Вступ до негуманоїдної логіки (2001)
- Як нам облаштувати Росію — очима нового росіянина (2001)
- Сума нанотехнологій (2012)